# 元朝民變
元朝民變是指1276年至1367年，蒙古人建立的元朝统治中国时期所发生的民變。其中最为知名的有红巾军刘福通起义、郭子兴起义及张士诚起义、孫德崖起義等，另外元末民變領袖也有陳漢皇帝陳友諒、浙東方國珍等人。

## 元前期民变
- 南宋德祐二年、景炎元年、元至元十三年（1276年）二月，原宋镇巢军（地名，今安徽巢县）雄江左统制洪福杀元戍军。元廷派兵镇压，全城的反抗居民被屠杀。
- 南宋景炎二年、元至元十四年（1277年），文天祥复梅州、张世傑复潮州之际，安徽六安人刘源起兵反元。浙江沙县人谢五十领导当地人民起义，自称挈天将军。福建长汀人黄广德称天下都元帅，自立为天从广德皇帝。
- 南宋景炎三年、祥興元年、元至元十五年（1278年）六月，浙江处州（今丽水市）农民二万人在张三八领导下杀庆元县达鲁花赤也速台儿起义。浙江衢州农民二万人推陈千二为领袖，发动起义。七月，湖南制置张烈良与提刑刘应龙起义，被元军击败，张烈良率余部奔思州（今贵州岑巩）乌思洞，与刘应龙俱战死。
- 南宋祥興二年、元至元十六年1279年，元軍張弘範大破南宋軍於廣東崖山一帶，宋帝昺與張世傑不幸溺海身亡。
- 至元十七年（1280年），江西南康都昌县民杜可用组织白莲教起义，有众数万，号称杜圣人，自称天王，建元“万乘”。福建漳州畲族首领陈大举(陈吊眼)率众起义，建年号“昌泰”。
- 至元二十年（1283年），广东新会县林桂芳聚众起义，建罗平国，年号延康。同年9月，广东清远人欧南喜起义，有众号称数十万，称王建号，聚众十余万，断发文身，号称“头陀军”，用南宋末帝赵昺的年号“祥兴”纪年。王恽在《秋涧先生大全文集》中有这样的记载：“福建一道，收附之后，户几百万，黄华一变，十去其四。”史载这一年江南各族人民起义凡二百余处。
- 至元二十四年（1287年），福建汀州钟明亮聚众起义，义军很快发展到十万人，活跃于福建、江西、广东三省交界区。
- 至元二十六年（1289年），浙江台州宁海人杨镇龙聚众起义，称大兴国皇帝，年号“安定”，有众号称12万。史载这一年江南各族人民起义凡四百余处。
- 元贞三年（1296年），江西赣州兴国人刘六十聚众起义，建号称王，声震远近。

## 元中期民变
- 武宗至大三年（1310年），临安、大理两宣慰司和丽江宣抚司以及普安路土官所隶部曲同时起义。
- 仁宗皇庆元年（1312年），沧州人阿失歹儿、睹海、塔海等聚众起义。十一月，阿失歹儿等被俘，被杀。
- 仁宗延祐二年（1315年），江西赣州宁都人蔡五九聚众起义，反抗官府增加田亩赋税（延祐经理）。
- 仁宗延祐五年（1318年），赣州宁都县人刘景周聚众起义。岭北戍军起义。
- 仁宗延祐六年（1319年），晋王也孙铁木儿的部民起义。
- 英宗至治元年（1321年），六月陕西周至县僧人圆明和尚聚众起事，自立为皇帝。七月，郃阳道士刘志先利用宗教组织起义。
- 英宗至治三年（1323年），大理护子罗率众起义。
- 泰定帝二年（1325年），河南息州人赵丑厮、郭菩萨宣言弥勒佛当有天下，聚众起义。同年，广西各处瑶民起义。

## 元后期民变
- 惠宗元统元年（1333年）十二月，广西瑶族变民攻湖南，陷道州，千户郭震战死，变民焚掠而去。
- 惠宗元统二年（1334年）三月，广西瑶变复起，杀同知元帅吉列思，掠库物，遣右丞脱鲁迷失将兵讨之。八月徭变陷贺州，发河南、江浙、江西、湖广诸军及八番义从军，命广西宣慰使、都元帅章伯颜将以击之。
- 惠宗至元三年（1337年），正月，广东增城县人朱光卿聚众起义，称大金国，改元赤符。二月，河南陈州胡闰儿（棒胡）白莲教起义。同年二月广西徭变复反，命湖广行中书省平章那海、江西行中书省平章秃兒迷失海牙总兵捕之。四月，四川合州大足县人韩法师起义，称“南朝赵王”。
- 惠宗至元四年（1338年），江西袁州人彭莹玉、周子旺在袁州组织白莲教起义。河南杞县小吏范孟端假传圣旨，杀河南行省平章，自命河南都元帅。
- 惠宗至正元年（1341年）四月，湖南道州人瑶族蒋丙起义。十一月，道州何仁甫等人起义。十二月，云南车里寒赛等人起义。山东燕南，起义者达三百余处。
- 惠宗至正二年（1342年）七月，广西庆远路莫八聚众起义。九月，大都人民反抗活动四起。
- 惠宗至正三年（1343年）二月，辽阳吾者野人起义。五月，黄河决白茅口。六月，回回剌里五百余人渡河，攻解、吉、隰等州。八月，四川上蓬反元起义。山东起义军焚掠兖州。九月，道州蒋丙自号顺天王，攻破连、桂二州。
- 惠宗至正四年（1344年）七月，山东益都濒海盐徒郭火你赤起义。
- 惠宗至正六年（1346年），辽阳吾者野人和水达达聚众起义。同年还有福建汀州罗天麟和陈积万起义。思可法在云南反，直到次年三月，才被镇压。闰十月，湖南靖州瑶民吴天宝反，众至六万陆续攻下沅州，陷武冈等地。十二月，山东、河南农民起义。
- 惠宗至正七年（1347年），二月，山东、河南农民起义发展到济宁、滕、邳、徐州等处。四月，临清、广平、滦河等地农民起义。通州农民起义。九月，八邻部落的哈刺那海、秃鲁和伯起义，切断岭北驿道。十月，西番人民起义二百余处，攻陷哈刺火州。十一月，长江沿岸农民起义。湖广、云南农民起义蜂起云涌。十二月，河南农民起义军横行无阻。集庆花山人毕四等三十六人起义，前后坚持达三个月。
- 惠宗至正八年（1348年），三月，辽东锁火奴起义，自称大金子孙，失败被擒。辽阳兀颜拨鲁欢起义，自称大金子孙，假托授玉帝符，失败被斩。吐蕃人民起义。福建人民起义。吴天宝复克沅州。四月，辽阳董哈刺起义。海宁州沭阳县等地农民发动起义。广西峒族人民乘湖广平章伯颜带兵镇压莫万五、蛮雷等义军时，起兵反抗。十月，广西起义军攻道州。十一月，吴天保率众六万攻占全州。浙江台州方国珍聚众起义。
- 惠宗至正九年（1349年）正月，广西徭族起义军攻陷道州。三月，湖南吴天宝率部复攻沅州，十二月进逼辰州。十二月，冀宁平遥等县农民起义，推曹七七为领袖。
- 惠宗至正十年（1350年）十月，河南南阳、安丰一带农民骚动。
- 惠宗至正十四年（1354年）夏，福建泉州李大、吕光甫发动农民起义，李大称帝。

### 红巾军起义
惠宗至正十一年（1351年）五月，杜遵道、韩山童、刘福通率领当地白莲教教民和修治黄河的民工在颍州刘营柳沟村（今界首县城区颍河南岸旧刘兴镇）刘福通庄园白鹿庄起事，以红巾为标志。八月，邳县人芝麻李、赵君用、毛贵、彭大等人起义，攻占徐州城。这是红巾军攻克的第一个重镇。彭莹玉、邹普胜、徐寿辉蕲州起义，国号天完，改元治平，开创西系红军根据地。十一月，江西邓南二起义，攻瑞州，被镇压。十二月河南邓州王权与张椿发动起义，攻占邓州、南阳（今河南南阳），时称“北琐红军”。
惠宗至正十二年（1352年）正月，孟海马占领襄阳，称“南琐红军”；二月，郭子兴等起义于濠州（今安徽凤阳东北），后加入刘福通起义军。
惠宗至正十三年（1353年）正月，盐徒张士诚起兵泰州，襲據高郵，截南北路。

### 引用
1. ↑  元朝的人民起义[永久]
2. ↑  《中国通史》第七卷·元代农民起义年表